# Schroederichthys chilensis
Schroederichthys chilensis és una espècie de peix de la família dels esciliorrínids i de l'ordre dels carcariniformes.
Els mascles poden assolir 62 cm de longitud total i presenta dimorfisme sexual. És ovípar. És un peix marí de clima subtropical. que viu al Perú i Xile.